# حبیب‌الرحمان سوهاگ
حبیب‌الرحمان سوهاگ (بنگالی: হাবিবুর রহমান সোহাগ؛ زادهٔ ۱ ژانویهٔ ۱۹۹۳) بازیکن فوتبال اهل بنگلادش است.
وی همچنین در تیم‌های ملی فوتبال زیر ۲۳ سال بنگلادش، و بنگلادش بازی کرده است.